# The Rose of Castille
The Rose of Castille (ou Castile) est un opéra en trois actes, avec une musique de Michael William Balfe sur un livret en anglais d'Augustus Glossop Harris (en) et Edmund Falconer (en), d'après le livret d'Adolphe d'Ennery et Clairville pour Le Muletier de Tolède (1854) d'Adolphe Adam.

## Histoire
The Rose of Castille a été composée en moins de six semaines (entre le 19 septembre et le 11 octobre 1857).
La première a eu lieu le 29 octobre 1857 au Lyceum Theatre de Londres.